# إطلعولي بره
إطلعولي بره فيلم كوميدي مصري من إنتاج سنة 2018. الفيلم من إخراج وائل إحسان، وتأليف طارق الأمير، وفادي أبو السعود، وإنتاج محمد أحمد السبكي، ومن بطولة كريم محمود عبد العزيز، وملك قورة، وخالد الصاوي، وأحمد فتحي، وبيومي فؤاد.

## ملخص القصة
تدور أحداث الفيلم في إطار من الكوميديا حول شخص يعيش في حارة شعبية، يجد في أحد الأيام كتاب اسمه (إطلعولي بره)، يتحدث عن وجود شخصيات بداخل كل فرد، وعندما يقرأه هذا الشخص، تخرج له عدد من الشخصيات تسيطر على حياته وقراراته.

## طاقم التمثيل
- كريم محمود عبد العزيز بدور يوسف[4][5]
- ملك قورة بدور أمينة
- خالد الصاوي
- أحمد فتحي
- بيومي فؤاد
- أشرف عبد الباقي بدور الدكتور النفسي
- إيهاب فهمي
- محمد نور
- مجدي البحيري
- ماجدة منير
- منى مجدي
- لورا رمزي
- حسام محمد ناصر (طفل)
- غاندي
- ريم عبد القادر (طفلة)
- أم رباب
- التركي
- إسلام نيابة

## وصلات خارجية
- إطلعولي بره على موقع قاعدة بيانات الأفلام العربية
- إطلعولي بره على موقع IMDb (بالإنجليزية)